# Маджідабад (Саве)
Маджідабад (перс. مجيداباد) — село в Ірані, у дегестані Каре-Чай, у Центральному бахші, шагрестані Саве остану Марказі. За даними перепису 2006 року, його населення становило 0 осіб.

## Клімат
Середня річна температура становить 18,14 °C, середня максимальна – 37,48 °C, а середня мінімальна – -3,81 °C. Середня річна кількість опадів – 251 мм.
| Клімат поселення                              | Клімат поселення | Клімат поселення | Клімат поселення | Клімат поселення | Клімат поселення | Клімат поселення | Клімат поселення | Клімат поселення | Клімат поселення | Клімат поселення | Клімат поселення | Клімат поселення | Клімат поселення |
| Показник                                      | Січ.             | Лют.             | Бер.             | Квіт.            | Трав.            | Черв.            | Лип.             | Серп.            | Вер.             | Жовт.            | Лист.            | Груд.            |                  |
| Середній максимум, °C                         | 13,81            | 16,35            | 20,32            | 26,88            | 32,19            | 37,00            | 37,48            | 36,06            | 32,15            | 26,12            | 19,75            | 13,61            |                  |
| Середня температура, °C                       | 5,00             | 7,55             | 11,52            | 18,09            | 23,39            | 28,19            | 30,60            | 29,19            | 25,27            | 19,26            | 12,88            | 6,73             |                  |
| Середній мінімум, °C                          | −3,81            | −1,25            | 2,71             | 9,29             | 14,59            | 19,40            | 23,71            | 22,32            | 18,39            | 12,38            | 5,99             | −0,15            |                  |
| Норма опадів, мм                              | 41               | 36               | 41               | 26               | 17               | 3                | 1                | 1                | 2                | 18               | 27               | 38               |                  |
| Середньомісячна швидкість вітру, м/с          | 1.61             | 2.30             | 2.75             | 3.27             | 3.20             | 3.11             | 3.24             | 2.99             | 2.50             | 2.39             | 2.00             | 1.71             |                  |
| Середньомісячна сонячна радіація, кДж/м²·день | 9376             | 12187            | 14737            | 18217            | 22106            | 25956            | 25236            | 23388            | 20081            | 14897            | 11062            | 8851             |                  |
| --------------------------------------------- | ---------------- | ---------------- | ---------------- | ---------------- | ---------------- | ---------------- | ---------------- | ---------------- | ---------------- | ---------------- | ---------------- | ---------------- | ---------------- |
| Джерело:                                      |                  |                  |                  |                  |                  |                  |                  |                  |                  |                  |                  |                  |                  |